# Tersus oblongus
Tersus oblongus is een keversoort uit de familie Schizophoridae. De wetenschappelijke naam van de soort is voor het eerst geldig gepubliceerd in 1982 door Hong.